# Оборона поточная
Оборо́на пото́чная (пол. Obrona potoczna — обро́на пото́чна) — польское наёмное войско для защиты юго-восточных границ от татарских набегов, действовавшее с 1480 до 1562 годы.

## История
Посполитое рушение не позволяло эффективно защищать обширные территории на юго-востоке от татарских набегов — пока собиралось войско, татары с добычей уже уходили домой. Поэтому на Сейме в 1477 году для защиты юго-восточных земель (ныне Украины) от набегов татар было учреждено наёмное постоянное войско, которое содержалось на средства короля.
Офицеры рекрутировали определённое королём количество солдат, которые служили определённое договором время. Первые отряды обороны поточной были сформированы до 1480 года. В мирное время количество войска составляло 1500-3000 кавалерии и 1000 пехотинцев, которые были расквартированы в замках Бара, Теребовли и Каменца. Из-за малочисленности и рассредоточенности оборона поточная также оказалась неэффективной для борьбы с большими отрядами татар, поэтому в 1562 году на смену обороне поточной пришло кварцяное войско.
В ноябре 1562 года в Петрикове сейм утвердил предложение Сигизмунда II Августа относительно военной реформы. Из-за нерегулярных выплат жалования дисциплина в наёмных войсках оставляла желать лучшего, поэтому на содержание постоянной наемной армии было принято решение выделять четвёртую часть доходов с королевских имений (отсюда и название войска: кварцяное — то есть четвертное). В 1569 году после Люблинской унии кварцяное войско появилось и на территории Великого княжества Литовского.
18 августа 1589 году под Бавором войска обороны поточной под командованием Яна Замойского разгромили крымско-татарское войско, вторгнувшееся на Подолию и в Галичину в ответ на разорение запорожцами Очакова и Аккермана.
В 1652 году вместо войска кварцяного было введено войско компутовое (пол. Wojsko komputowe).

## Военачальники обороны поточной
- Ян Полак Канковский
- Станислав Ходецкий
- Пётр Мышковский
- Ян Каменецкий — до 1509[2]
- Ян Творовский — до 1520
- Мартин Каменецкий — до 1528[3]
- Ян Кола — до 1539[3]
- Николай Сенявский — до 1561[3].